# 圣佩-圣西蒙
圣佩-圣西蒙（法語：Saint-Pé-Saint-Simon，法語發音：[sɛ̃ pe sɛ̃ simɔ̃]）是法国洛特-加龙省的一个市镇，属于内拉克区。该市镇于1839年由原市镇圣佩（Saint-Pé）和圣西蒙（Saint-Simon）合并而成。

## 地理
圣佩-圣西蒙（44°0'9"N, 0°6'6"E）面积17.46 平方千米，位于法国新阿基坦大区洛特-加龍省，该省份为法国西南部内陆省份，北起多爾多涅省，西接吉倫特省和朗德省，南至热尔省，东临塔恩-加龙省和洛特省。
与圣佩-圣西蒙接壤的市镇（或旧市镇、城区）包括：索斯、卡斯泰尔诺多藏-拉巴雷尔、埃斯卡朗、圣莫尔德佩里亚克。

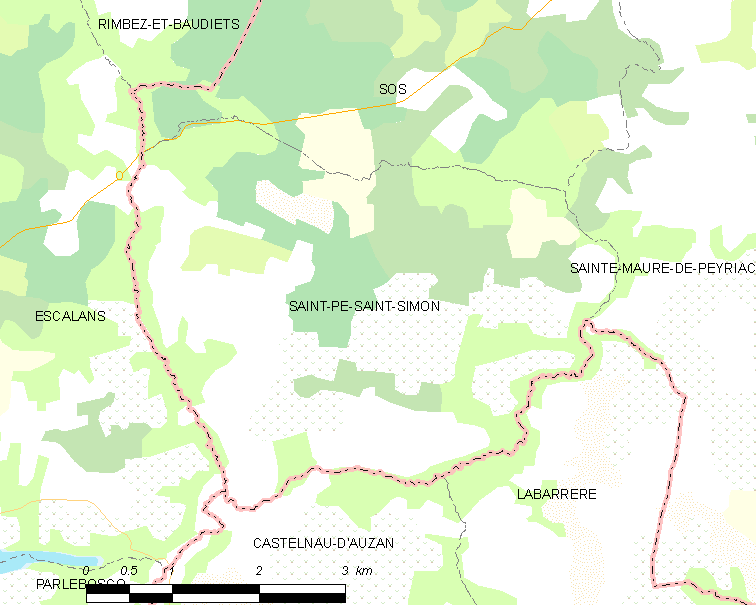
圣佩-圣西蒙的OSM定位图

圣佩-圣西蒙的时区为UTC+01:00、UTC+02:00（夏令时）。

## 行政
圣佩-圣西蒙的邮政编码为47170，INSEE市镇编码为47266。

## 政治
圣佩-圣西蒙所属的省级选区为阿尔布雷县。

## 人口

1962-2008年间圣佩-圣西蒙人口变化图示

圣佩-圣西蒙于2022年1月1日时的人口数量为185人。